# Myrsine revoluta
Myrsine revoluta är en viveväxtart som först beskrevs av Ryozo Kanehira och Hatus., och fick sitt nu gällande namn av Pipoly. Myrsine revoluta ingår i släktet Myrsine och familjen viveväxter. Inga underarter finns listade i Catalogue of Life.